# Villa Cornelius
Villa Cornelius es  una villa romana, enclavada en el término municipal de Énova, en la comarca de la Ribera Alta, en una zona conocida como “EL Alters”. El hallazgo del yacimiento se debió a una casualidad, ya que se encontraron los restos de la villa cuando, en septiembre del año 2003, se iniciaron los trabajos previos a la construcción del trazado del AVE Madrid-Valencia.

## Descripción
La villa se construyó a finales del siglo I d. C.  (concretamente entre los años 65 y 75) y finalizó su uso en el segundo cuarto del siglo V d. C. A lo largo de este período, en el que la villa se dedicó a la explotación y el procesado del lino, se llevaron a cabo diversas reformas tanto en la casa como en la zona de producción.
Se trata de una villa rural, de entre 2600 a 3000 metros cuadrados, situada muy cerca de la Vía Augusta (en una llanura entre el río Sucro (Xúquer) y su afluente el río Magro) y de la antigua Saetabis (Játiva), en la provincia Tarraconense, perteneciente al patricio Publius Cornelius Iuniani o Publio Cornelio Luniani/Juniani quien perteneceria a la Gens Cornelia (nombre del cual debió dar lugar al topónimo de la población posterior, Iunianus).
Se proyectó esta villa siguiendo los criterios de una gran residencia de planta itálica, dotada de las instalaciones necesarias para llevar a cabo el procesado de lino, junto con las zonas destinadas a los alojamientos de los libertos y esclavos, una cella para el almacenaje y las tareas agropecuarias a las que se dedicaban los residentes de la villa. Se creó así una gran explotación y al tiempo se usó también como zona redisencial tanto de los propietarios como de sus ocasionales invitados y clientes.
Debió de abandonarse lo suficiente como para que parte de la techumbre de los edificios residenciales cayeran y quedaran sobre los suelos (que contenían mosaicos), sellándolos y permitiendo su conservación hasta nuestros días.
Los restos han permitido distinguir claramente entre la zona que se destinaba al uso residencial, la conocida como «pars urbana» (destinada a la vivienda del dueño), la destinada al uso productivo o de labor, llamada «pars rústica», y la  parts fructuaria, destinada al almacenamiento y transformación , que solía contar con un a bodega, graneros, eras, etc. Gracias al estudio de los restos hallados, sobre todo de los epigráficos, se llegó a la conclusión de que en la villa debieron habitar el dueño, su familia y el personal de servicio que estaba compuesto fundamentalmente por libertos y esclavos. De muchos de esos personajes se ha llegado a conocer incluso su nombre gracias a los epígrafes votivos y funerarios.

### Pars urbana
Como ya hemos dicho esta parte seguía la planta urbanística del modelo itálico. Esta parte noble estaba desarrollada alrededor de un patio central en el cual se abrían las diferentes dependencias de la villa. Por los restos se puede asegurar que el acceso se encontraba en el mismo eje de simetría del patio, de modo que al acceder a la casa se podía ver tanto la casa como el acceso a diversas dependencias. En esta zona se pueden distinguir diversas partes:
- El patio. Centro y articulación de toda la casa. Con una planta cuadrangular que en el caso de esta villa tenía 11,30 metros de lado, presentaba una área central a cielo abierta y un pasillo lateral porticado, utilizado para transitar y acceder a las habitaciones, mientras que la zona a cielo abierto presentaba un estanque central, en este caso de forma ovalada.[4]
- El tablinum. Se situaba entre la zona central del atrio y el peristilo de las casas romanas, proporcionando la intimidad unas puertas abatibles.[4]
- Fauces, o eje trasero. Es la parte trasera de la casa que está en contacto con la pars rustica.[4]
- Cubicula. Formado por tres estancias situadas en el ángulo sureste de la casa, utilizadas como dormitorio principal, con una buena ventilación, iluminación y vistas al jardín.[4]
- Cubiculum. Se ubica junto al dormitorio principal, consiste en una pequeña estancia con acceso directo al patio.[4]
- Oecus. Situado en la zona sur de la casa, en el eje central de la villa. Era la estancia más grande de la vivienda, y desde ella se accedía a otra estancia. Debía ser una estancia de gran importancia por contar acceso directo al patio desde dos puntos, cada uno en un extremo de su fachada.[4]
- Edicula. habitación ubicada en el ángulo noroeste de la casa, que quedó destruida durante los trabajos ferroviarios en el año 2003 y que llevaron al descubrimiento de la villa.[4]
- Jardín u Hortus. Ocupaba el lado oriental de la casa.[4]
- En la zona occidental se pueden distinguir otras estancias, alguna de ellas también dañadas en el 2003, que podían utilizarse como triclinio. Además en esta zona pueden distinguirse otras estancias destinadas al área termal de la casa. En esta zona destacan los baños, formada por un conjunto de salas interrelacionadas. Las termas estaban orientadas a poniente.[4]

### Pars rustica
La pars rustica de Villa Cornelius cuenta con unas instalaciones de grandes dimensiones, lo que evidencia la importancia de la misma. La zona donde se extienden estas estancias es el sur de la casa. Estaba formada por un conjunto de instalaciones que se relacionaban y comunicaban entre ellas, y que se iniciaban con un canal, una balsa para decantar agua, otra balsa para macerar y un amplio patio anexo para el acopio de los cultivos.
El tamaño considerable de esta pars rustica está en consonancia con el nivel que tenía la pars urbana, poniendo de relieve la importancia económica de la familia que poseía la villa.
Los restos encontrados en el yacimiento reforzaron la teoría de la dedicación de la villa al cultivo y producción de lino y posiblemente también al esparto.

### Pars fructuaria
Estaba constituida por las estancias y zonas en general destinadas a la salvaguarda del grano, ganado, aperos de labranza y demás herramientas relacionadas con las actividades que se desarrollaban en las balsas contiguas y en las instalaciones utilizadas para la transformación de productos agrícolas. Estas zonas se ubicaban en dos áreas, una de ellas al sur de las balsas y perpendiculares a ella, con una extensión de unos 195 m² y consistente en una serie de estancias una detrás de la otra;  Estas estancias debían estar relacionadas con el almacenamiento y procesado del lino y el esparto. La otra zona consistía en un conjunto de estructuras situadas en la terraza superior.

## El yacimiento arqueológico
Tras su hallazgo se realizó una excavación arqueológica de urgencia, en 2004, estando responsabilizados de su dirección los arqueólogos Rosa Albiach, Elisa García-Prósper y Aquilino Gallego (los cuales serían casi diez años más tarde los encargados del comisariado de la exposición llamada “Villa Cornelius. La vida rural en la época romana”, que se llevó a cabo, en 2013, en el Museo de Prehistoria de la Diputación de Valencia; en la que se mostraron muchas piezas recuperadas y puestas en valor por la restauradora del Museo de Prehistoria de Valencia, Trinidad Pasies).
En el yacimiento se pudieron encontrar mosaicos policromados, unas termas de uso doméstico, un templo privado en el que destaca una escultura, una inscripción sepulcral de un liberto romano, pavimentos de mármol (posiblemente de las canteras de Buixcarró, la actual Bárig), diversas monedas, restos de vidrio y cerámica, restos del vidrio original de una ventana, e incluso pueden observarse las carriladas de carro en la parte que debía constituir la Vía de unión entre la actual Játiva (Saetabis) y Denia (Dianium), la cual pasaba por delante de la cantera (considerada por algunos estudiosos, como el arqueólogo Miquel Martí, como una de las más importantes de la península ibérica durante la Romanización), situada a unos 500 metros de la villa, en una zona conocida como “Partida dels Francs”,  que también quedó al descubierto al hallar el yacimiento de Villa Cornelius.
La localización de la villa no es casual, está en una zona sobreelevada, donde recibía la sombra del Puerto del Sapo (un collado entre las poblaciones de Manuel y Énova), de fácil acceso, y además en una zona bien comunicada con la antigua Saetabis.
Actualmente la exposición 'Villa Cornelius. La vida rural en la época romana', se ubicó en el Museo de l'Almodí de Játiva, ya que según la Ley de Patrimonio, le correspondía tener en depósito estos restos, en tanto ser el Museo más próximo al lugar del hallazgo.
Por su parte el yacimiento se encuentra enterrado de nuevo, de manera que pese a que las vías del tren pasan por unos puentes, en lugar de reposar sobre las ruinas de la villa romana, para salvaguardarlas y permitir su acceso y visita, el yacimiento está sepultado.
Los restos de villas romanas en la Comunidad Valenciana son prácticamente inexistente, por ello, el descubrimiento de Villa Cornelius supone un  caso casi inédito y digno de atención.

## La vida en la Villa romana de Cornelius
Según los estudiosos, Els Alters, funcionó, en su fase inicial como un asentamiento rural especializado en la producción de lino. Ahora bien, alrededor del siglo IV d. C. el trabajo del lino desaparece, lo cual supone una reorganización de la villa, que queda reflejado en los diferentes tipos de restos, tanto e fauna como de flora provinientes de los desechos de estos asentamientos.
La explotación del modelo pecuario debió fundamentarse en la crianza de ganado ovicaprino (para la obtención de leche, lana y carne), suido (para carne y derivados) y bovino (para el trabajo y cuando ya no servían, para carne); además de contar con equinos, perros (ambos utilizados para diversas tareas en la explotación), conejos (aportaban un complemento de carne en la alimentación) y aves domésticas  (que proporcionaban carne y huevos) por otro lado.
Aparte de los animales domésticos que se criaban en la explotación, también se consumía carne de caza como el ciervo, liebre, cabra montesa...Toda esta fauna pone de relieve el contorno boscoso al tiempo que montañoso de los alrededores de la villa. También pone de manifiesto la existencia de unos cursos de agua que podían proporcionar los pastos para la crianza del ganado.
También se realizaban prácticas de recolección de moluscos, tanto terrestres como los acuáticos de agua dulce, obtenidos de las riberas del río Albaida.
Cerca de la Villa se descubrieron también dos necrópolis, una datada de la época romana y otra posterior, de la invasión musulmana, ambas en la loma donde se sitúa el actual cementerio de la localidad.
También se encontraron hallazgos monetarios que permiten concluir que la actividad económica de la villa de Els Alters estuvo inserto durante su ocupación en los circuitos de abastecimiento monetario del Imperio, dejando constancia del desarrollo de la política monetaria de Roma en general y de la Tarraconense mediterránea en particular.